# Портрет фрейлейн Лизер
«Портрет фрейлейн Ли́зер» (нем. Bildnis Fräulein Lieser) — женский портрет австрийского художника Густава Климта, по своей цветовой гамме является ярким образцом позднего творчества художника. Почти сто лет картина считалась утраченной и была известна только по чёрно-белой фотографии из фондов Австрийской национальной библиотеки. В январе 2024 года стало известно, что она в целости и сохранности всё это время находилась в частном владении в Австрии. 24 апреля 2024 года на торгах в венском аукционном доме Im Kinsky «Портрет фрейлейн Лизер» был продан за рекордные для немецкоязычной части Европы 30 млн евро.
На портрете в три четверти на красном фоне изображена анфас молодая девушка в пышно декорированном цветами одеянии. В искусствоведческой литературе картина изначально именовалась «Фрейлейн Лизер», и только в 1984 году искусствовед Алис Штробль в своём каталоге рисунков Климта идентифицировала изображённую как Маргариту Констанцу Лизер. Согласно реестру произведений Климта, подготовленному Тобиасом Наттером в 2012 году, девушка позировала художнику не менее девяти раз, о чём сохранилась 21 этюдная зарисовка. Гонорар художника составлял 10 тыс. крон.
Родившаяся в 1899 году Маргарита происходила из большого и состоятельного венского еврейского семейства, приходилась дочерью Адольфу Лизеру, который вместе с братом Юстусом вёл крупный бизнес в джутовом и пеньковом производстве. Супруга Юстуса Лизера Генриетта водила знакомства в художественной среде, дружила с Альмой Малер и оказывала материальную поддержку композиторам Арнольду Шёнбергу и Альбану Бергу. Предполагается, что картину Климту заказали либо сам Адольф Лизер, либо его невестка Генриетта Лизер. У Генриетты были две дочери Анна и Хелена, и одна из них могла быть портретируемой. Старшая Хелена, родившаяся в 1898 году, окончила лицей Евгении Шварцвальд и стала в 1920 году первой в Австрии женщиной, получившей учёную степень в государствоведении. Анна обучалась у Греты Визенталь и прославилась в экспрессионистском танце. Благодаря расследованию издания Der Standard, более обоснованной теперь считается версия с заказом картины Генриеттой Лизер, владевшей ею до 1933 года. Согласно данным Der Standard, картину конфисковали из дома Генриетты при национал-социалистах. Сама Генриетта Лизер стала жертвой Холокоста: она была депортирована в 1942 году в Рижское гетто и год спустя умерла там же или в Освенциме. Дочь Адольфа Лизера Маргарита умерла в 1938 году от лейкемии в Будапеште.
Незаконченная и неподписанная картина на момент внезапной смерти художника в 1918 году находилась на станке в его мастерской и впоследствии была передана в семью заказчика. С этого момента и до начала 2024 года место нахождения картины оставалось неизвестным. «Портрет фрейлейн Лизер» планировался к показу на выставке Хагенбунда в 1925 году, и в это время был сделан его чёрно-белый снимок с указанным на нём адресом «в собственности фрау Лизер, Аргентиниерштрассе, 20». Провенанс картины в период между 1925 и 1960-ми годами, в особенности, в 1938—1945 годах, остаётся непрояснённым. В 1961 году «Портрет фрейлейн Лизер» появился на арт-рынке, в газете Die Presse от 24 ноября 1961 года вышла статья с фотографией под заголовком «Это действительно картина Климта?» Картиной в качестве музейного займа для экспозиции учреждаемого Музея современного искусства заинтересовался искусствовед Вернер Хофман. Он лично осмотрел портрет и, согласно обнаруженным недавно в архиве Музея шести письмам, адресованным владельцу «Фрейлейн Лизер» Адольфу Хагенауэру между 27 ноября и 15 декабря 1961 года, не питал иллюзий по поводу сомнительного прошлого полотна. Хагенауэр, потомственный владелец лавки деликатесов, не имел никаких документов, подтверждавших передачу ему прав собственности на картину. Последние годы жизни перед депортацией Генриетта Лизер осталась без средств к существованию и перебивалась продажей оставшегося имущества, таким образом портрет работы Климта и мог оказаться на складе у хозяина продуктовой лавки. Ни музейный заём, ни продажа в 1960-е не состоялись.
Согласно аукционному каталогу 2024 года, «с середины 1960-х годов портрет не покидал стен гостиной на одной из вилл недалеко от Вены». Анонимный владелец никогда не передавал картину в музейный заём или на выставки. Последние владельцы портрета, унаследовавшие его от дальних родственников два года назад, обратились к наследникам семьи Лизер, чтобы прийти к «честному и справедливому решению» в соответствии с Вашингтонскими принципами — так называемой «частной реституции», когда часть выручки от торгов получат наследники изначальных собственников. В аукционном доме Im Kinsky, которому были поручены торги, провели тщательные исследования, но не выявили никаких свидетельств «неправомерной конфискации» — ограбления или кражи во время Второй мировой войны, например, печати гестапо. Наследники семьи Лизер не смогли предоставить документальных свидетельств о предпринимавшихся попытках розыска портрета. В заключённом перед торгами конфиденциальном соглашении были учтены интересы всех ветвей семьи Лизер.
По предварительным оценкам экспертов, вырученная на аукционных торгах сумма могла составить от 30 до 50 и даже 70 млн евро. Выбор для торгов сравнительно небольшого дома Im Kinsky объясняется его многолетним опытом работы с творческим наследием Климта и компетенциями в обращении с украденными произведениями искусства. Для привлечения иностранных покупателей за две недели до торгов картина отправилась в турне и побывала в Лондоне, Цюрихе, Женеве и Гонконге. 24 апреля 2024 года торги начались с суммы в 28 млн евро и продолжались всего две с половиной минуты: было получено всего три предложения цены. Из-за материалов, опубликованных в СМИ, появились слухи об инициировании дополнительных исследований провенанса, и в последний момент от участия в торгах отказалось четыре потенциальных покупателя. Картина имела разрешение на вывоз за рубеж, но за час до начала торгов газета Süddeutsche Zeitung сообщила о ещё одном потенциальном наследнике из Мюнхена.
Новым владельцем портрета при посредничестве присутствовавшей в зале бывшей сотрудницы «Сотбис» арт-дилера Патти Вонг стал частный коллекционер из Гонконга. Патти Вонг вместе с партнёром Дэрилом Уикстромом оказывает консультационные услуги коллекционерам из Азии и в 2023 году приобрела от имени своего клиента на торгах «Сотбис» в Лондоне климтовскую «Даму с веером». Гонконгским коллекционером, по официально не подтверждённым данным газеты Kurier, является предпринимательница Розалин Вонг из HomeArt, уже владеющая «Портретом Адели Блох-Бауэр II» и «Водяными змеями II». Вместе с премиальными выплатами портрет обошёлся новому владельцу в 35 млн евро.